# Muhammad Sayyid Tantawi
Muhammad Sayyid Tantawi (auch Mohammed Sayyed Tantawy, arabisch محمد سيد طنطاوي, DMG Muḥammad Sayyid Ṭanṭāwī; * 28. Oktober 1928 in Salim Scharqiyya, Ägypten; † 10. März 2010 in Riad, Saudi-Arabien) war Scheich der Azhar.

## Leben
Nach dem Besuch des al-Iskandariyya-Instituts studierte Tantawi ab 1958 an der al-Azhar-Universität die Usul ad-Din (etwa: Grundlagen der Religion) und machte dort 1959 seinen Abschluss.
Anschließend arbeitete Tantawi bis 1964 für das ägyptische Ministerium für religiöse Angelegenheiten und wechselte dann als Dozent an die al-Azhar-Universität. 1966 promovierte er dort mit seiner Arbeit Das Volk Israels im Koran und in der Sunna.
Von 1972 bis 1976 lehrte er an der Islamischen Universität von Libyen und wechselte anschließend wieder an die al-Azhar-Universität, wo er Dekan der Fakultät für Usul ad-Din wurde.
Nach Lehrtätigkeiten an den Universitäten von Medina (1980 bis 1984) und Basra (1985) wurde Tantawi zum Dekan der Azhar-Fakultät für islamische Studien und arabische Sprache und am 28. Oktober 1986 zum Großmufti von Ägypten ernannt.
Am 17. März 1996 schließlich wurde Muhammad Sayyid Tantawi zum Großscheich der al-Azhar-Universität gewählt. Als solcher war er gleichzeitig Imam der al-Azhar-Moschee und galt als oberste religiöse Autorität des sunnitischen Islams.
Am 24. Februar 2000 traf er mit Papst Johannes Paul II. zusammen.
Im November 2008 hatte Tantawi in New York anlässlich einer UN-Konferenz zum interkulturellen Dialog auch mit dem israelischen Staatspräsidenten Shimon Peres eine Begegnung und schüttelte diesem dabei die Hände. Die Veröffentlichung eines entsprechenden Fotos führte in der ägyptischen Öffentlichkeit zu wütenden Reaktionen – Medien und islamistische Politiker in Ägypten forderten die Absetzung des sunnitischen Geistlichen. Nach den Anfeindungen, die bis zum Vorwurf des „Verrats“ reichten, rechtfertigte Tantawi den Handschlag als ein Versehen: „Ich habe ihm die Hand geschüttelt, ohne sein Aussehen zu kennen. Dieses Händeschütteln war nur ganz, ganz kurz, im Vorbeigehen, weil ich ihn zuerst nicht erkannt hatte“.
Am 10. März 2010 verstarb Tantawi während eines Besuchs in Saudi-Arabien an Herzversagen.

## Positionen
Im Westen galt Tantawi als Liberaler unter den islamischen Rechtsgelehrten. So kritisierte er die Frauenpolitik der Taliban. Prediger bat er außerdem, Juden und Christen nicht mehr als „Nachfahren von Affen und Schweinen“ zu bezeichnen, und verurteilte nach den Anschlägen des 11. September und von Beslan den Terrorismus als „unislamisch“. Die Anschläge seien in keiner Weise vom Islam zu rechtfertigen, so Tantawi, der Dschihad dürfe nur zur Verteidigung geführt werden.
Er erkannte 2003 das Recht des französischen Staates, ein Kopftuchverbot an öffentlichen Schulen zu erlassen, ausdrücklich an und erklärte, obwohl es die Pflicht einer Muslima sei, den Schleier zu tragen, sollten muslimische Schülerinnen das geringe Übel wählen und dem Gesetz gehorchen.
Er bezeichnete aber alle, die den Staat Israel unterstützen, als „legitime Ziele“ von Gewalttaten. In seiner 1968/69 veröffentlichten Doktorarbeit Das Volk Israels im Koran und in der Sunna, die als Standardwerk unter Arabern gilt, hatte er geschrieben, dass das Verzehren von nicht-jüdischem Blut ein religiöser Ritus der Juden sei.
Tantawi setzte sich 1998 für das den Holocaust leugnende Buch Die Gründungsmythen der israelischen Politik von Roger Garaudy ein, das dennoch in Frankreich verboten wurde (2003 vom Europäischen Gerichtshof bestätigt).
Im Gegensatz zu früheren Äußerungen, die die palästinensischen Selbstmordattentate nicht als Märtyrertum anerkannten, erklärte Tantawi 2002, diese seien als Verteidigungsmanöver legitim und müssten intensiviert werden. Er reagierte damit auf die vorherrschende Meinung unter den Gelehrten der al-Azhar-Universität und „korrigierte“ sein ursprüngliches Urteil.
In der muslimischen Welt dagegen war Tantawi weniger beliebt. Ihm wurde vorgeworfen, zu abhängig von der ägyptischen Regierung unter Husni Mubarak zu sein, der ihn berufen hatte. Die Nähe zu Mubarak brachte ihm den Spitznamen as-Sayyid bil-OK ein, was so viel wie „Mann des Okays“ bedeutet. Seine vergleichsweise moderate Kritik an den USA während des Irak-Konfliktes stieß auf heftige Ablehnung in der islamischen Welt.
Im Oktober 2009 forderte Tantawi eine Studentin an der Islamischen al-Azhar-Universität in der ägyptischen Hauptstadt Kairo auf, den Niqab, den Gesichtsschleier, abzulegen. Diese Art von Bedeckung sei nach Äußerung von Tantawi nur eine Tradition und stelle für gläubige Muslime keine islamische Pflicht dar. Er ordnete daraufhin an, das Tragen des Niqab an allen Institutionen der al-Azhar per Erlass zu verbieten.

## Verschiedenes
Er war einer der Unterzeichner der Botschaft aus Amman. Er war dabei eine der 24 Persönlichkeiten, die eine Fatwa (Rechtsgutachten) verfasst haben.